# 心理學家
心理學家（英語：Psychologist）是研究心理學的學者，透過觀察、測驗、實驗等手段，使用統計學與科學方法，探討人類或動物的心智運作與行為，涵蓋了生命科學、認知科學、行為科學及社會科學等多種領域。
心理學家可分為進行基礎研究的研究心理學家，以及進行實際應用的應用心理學家兩大類。研究心理學家通常在研究機構中工作，如學校、研究機構；而應用心理學家除了在研究機構中工作外，也常在人群聚集的單位工作，如學校、公司、醫院、診所、監獄或與運動員相關的組織。
在大眾印象中，心理學家的工作常被認為僅限於教育學與醫療衛生領域，並與心理師混淆。事實上心理學家涉及的領域十分廣泛，包括科學研究、工商產業等；而根據各個國家或地區的法令，許多心理學家其實並不具備執行心理治療的資格，需要接受進一步的培訓或考核，獲得執照後才能成為合法的心理師。

## 研究心理學家

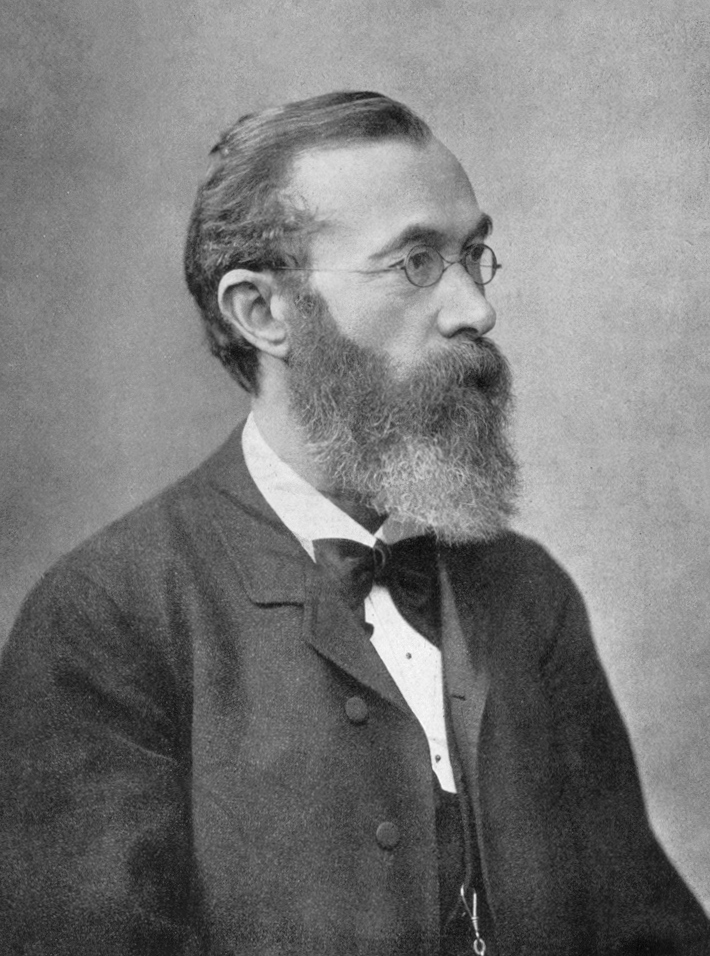
威廉·馮特被認為是現代心理學的創建者。

研究心理學家透過科學方法建立假設，並以實驗或調查等方式檢驗假設。研究心理學家一般需要大學研究所以上的學位，並在研究機構中工作。研究心理學家大多不直接對客戶或心理疾病患者進行治療，但透過研究心理學家的研究，應用心理學家可將這些研究作為可靠的理論基礎以進行治療。根據美國心理學會對職業心理學家的分類，研究心理學家可分為以下幾種：

### 認知與知覺心理學家
認知心理學家與知覺心理學家研究人類對外在世界的感受，以及內在的心智運作方式。主要的研究領域包括注意力、記憶、語言、創造力與問題解決的決策等。他們也常與其他領域的心理學家合作，以了解人類心智運作的生物基礎，或治療方法的應用效果等。

### 發展心理學家
發展心理學家研究人一生中不同年齡階段的心理狀況。童年與青春期被認為是人類成長的重要時期，也一向是發展心理學家的關注焦點。然而隨著人口快速高齡化，發展心理學家也逐漸關切成年人與老年人的心理狀況。

### 實驗心理學家

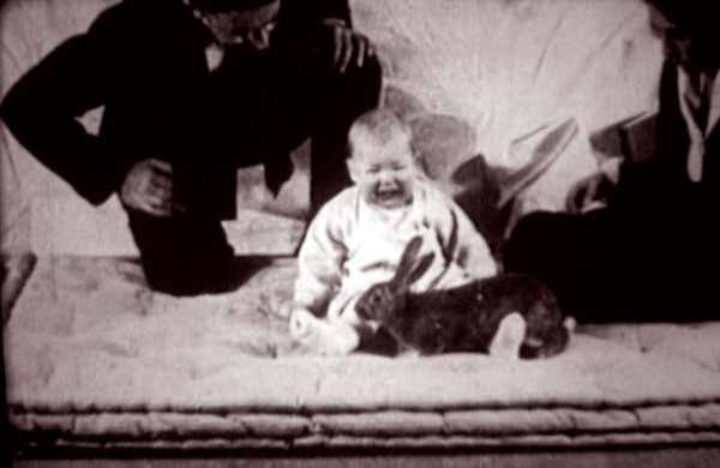
行為主義實驗心理學家約翰·華生（後方單膝跪地者）與同事正在進行小艾伯特實驗。

實驗心理學家感興趣的心理學領域十分廣泛，包括認知過程、比較心理學、古典制約與操作制約等，研究人類與非人類的對環境中事件的偵測與反應能力。
實驗心理學家使用科學方法與經驗主義法則進行心理學實驗。除了在研究機構中工作外，實驗心理學家也常在製造業、動物園和工程公司等不同的地方工作。

### 神經心理學家
神經心理學家研究中樞神經系統與行為間的關係，尤其是腦部結構。神經心理學家常使用神經影像了解大腦各部位的功能，也研究腦傷或疾病如何影響情緒、行為與認知功能。

### 演化心理學家
演化心理學家研究基因突變、適應、選擇等演化觀點如何影響人類的心理。包括交配、攻擊、幫助行為、人際交流等，都是演化心理學家的關注重點。

### 計量心理學家
計量心理學家主要研究如何設計實驗與分析實驗數據。相關研究內容包括開發分析方法、評估教學法以及心理治療療法的效果，或是使用數學模型模擬心理現象。

### 社會心理學家
社會心理學家研究人的心理如何與社會群體互動。社會心理學家對個人和群體的心理都有研究，並尋求改善其間互動的方法。他們的工作環境從研究機構、廣告與行銷公司、或企業與政府單位。

## 應用心理學家

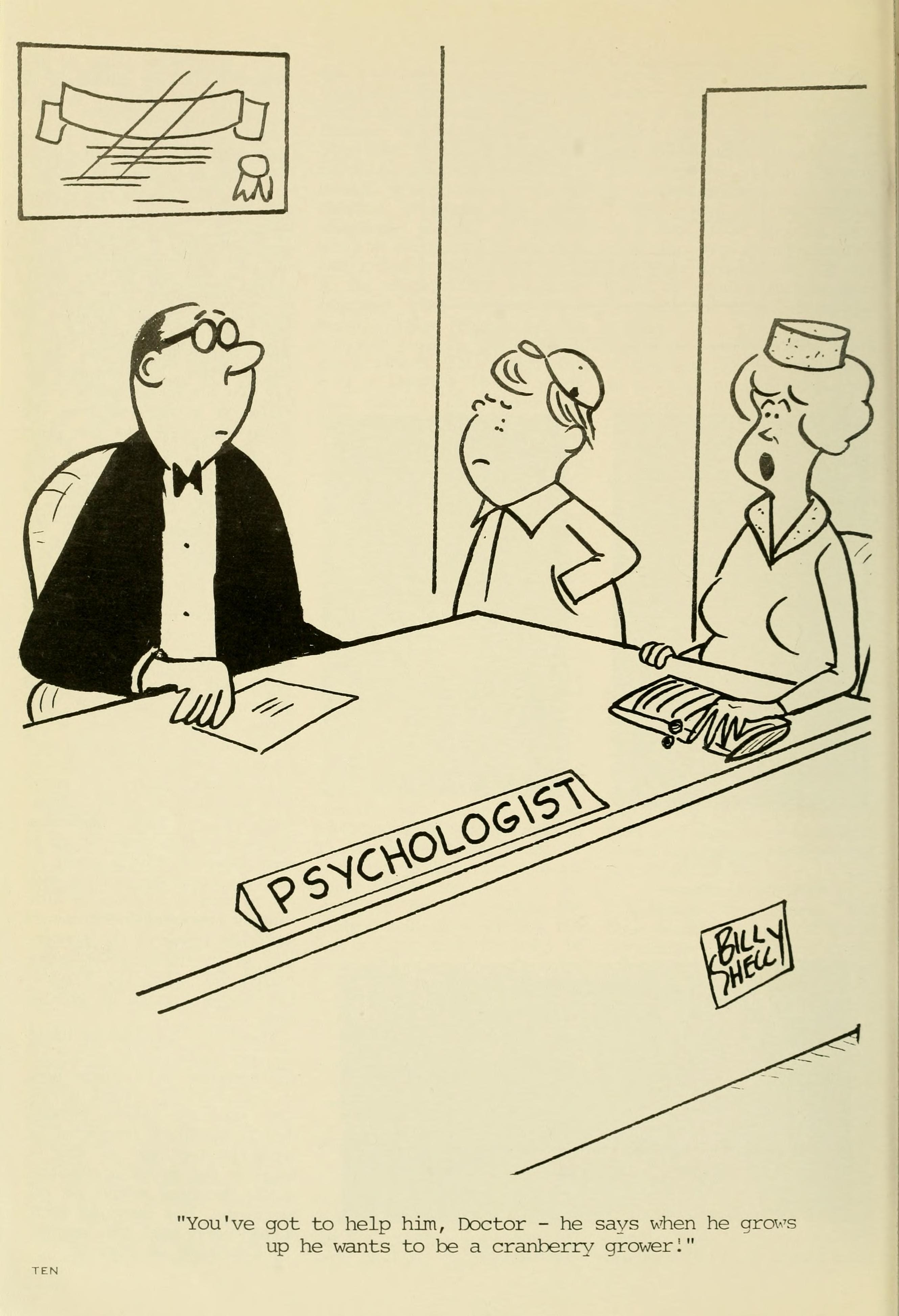
一幅1966年的漫畫，描繪了一位坐在辦公室裡的應用心理學家。

應用心理學家使用心理學的理論協助人們應對生活中的狀況。一般民眾所熟知的心理學家即屬於應用心理學家。各國政府對於不同領域的應用心理學家有著不同的規範與資格認定，所需的學位也各有不同。應用心理學家常在治療機構如學校、醫院、診所等單位為客戶執業治療，也常在大學中授課。根據美國心理學會對職業心理學家的分類，應用心理學家可分為以下幾種：

### 臨床心理學家
臨床心理學家預防、評估與治療精神、情緒與行為障礙，並使用心理學的工具與理論進行診療。其業務範圍從短期的危機，如青少年與父母的家庭衝突，直到嚴重的慢性疾病都包括在內，如思覺失調症。
有些臨床心理學家專門治療特定的心理疾病，如恐慌症、憂鬱症等，而有的臨床心理學家則針對特定人群進行治療，如家庭或夫妻、少數民族、LGBTQ族群、年輕人或老年人。
在現代心理學的研究與教育尚未奠基之時，早期的臨床心理學家通常是精神科醫師或神經內科醫師，如佛洛伊德、榮格等人；加上今日許多國家的臨床心理師與醫師同樣需要具備博士學位，因此常用「心理醫生」的俗稱取代臨床心理學家的稱呼。儘管今日的臨床心理師與醫師已有明顯差異，並具有不同的職責與教育要求，但凡是從事臨床心理學診斷與治療的工作者或學者，無論是臨床心理師還是醫師，都可以被稱為臨床心理學家。

### 諮商/輔導心理學家
諮商心理學家（輔導心理學家）協助人們認識自我的優點與缺點，以應對生活中的問題。他們對不同族群的人們進行諮詢、心理治療與科學研究等。諮商心理學家特別關注每個人與他人的差異之處，如性別、文化、職業、種族與宗教信仰等。

### 社區心理學家
社區心理學家關注人與社區、環境之間的關係，並致力於加強社會系統對社會成員的支持能力。他們不只協助個體應對貧困、創傷等需求，而更聚焦在使社會能提供資源並預防這些狀況的發生。其工作內容可能包括改善社區對天災受災戶的支持，與政府合作防止犯罪或霸凌等。

### 教育心理學家

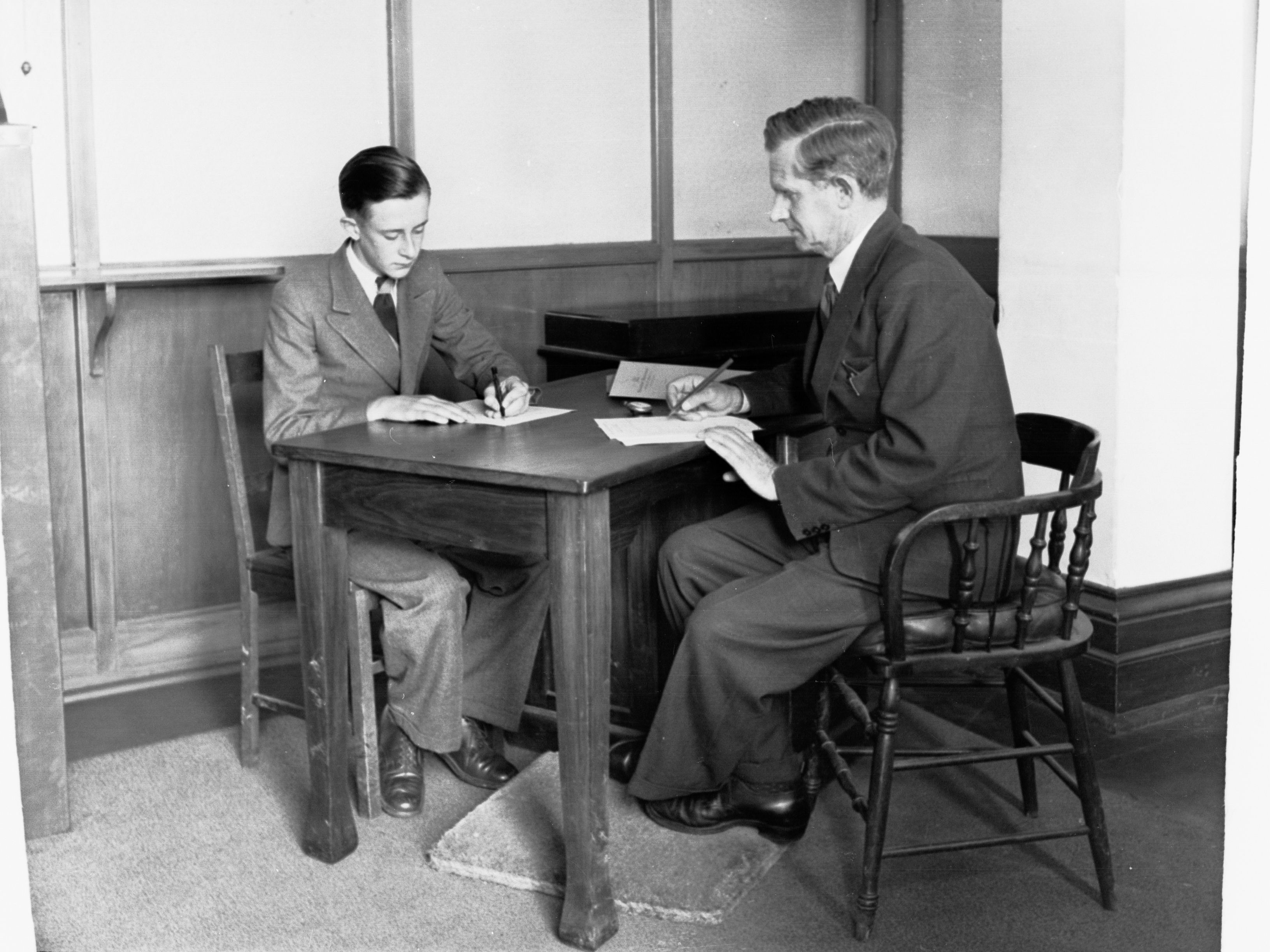
一位澳大利亞的教育心理學家（右）。

教育心理學家研究人們如何有效的進行教學與學習。主要透過設計課程、改良教學方法等方式，改善學生的求知動機與面對挑戰的能力。教育心理學家也探討不同文化與種族、以及有特殊教育需求的學生在學習上的差異性。相較於學校心理學家，教育心理學家多半從事研究工作，不直接在學校中面對學生。

### 學校心理學家
學校心理學家為學校環境中的學生與家長提供心理學的建議。工作場所多在學校等教育機構中，除了對學生進行評估和諮詢，也進一步輔導家長與教職人員，提供建議，並在適當的時機進行干預。

### 工程心理學家
工程心理學家，又被稱為人因工程學家，專門研究人們使用工具與機器的方式，並試圖改善使用經驗，以達到最大的安全性、舒適性與使用效率。可能的工作內容包括螢幕如何避免使用者眼睛疲勞，生產線如何佈置能使生產效率最高等。除了受雇於業界，也常受雇於政府，尤其是國防單位。

### 工商心理學家
工商心理學家，又被稱為工業與組織心理學家，主要將心理學理論應用在職場與組織等工作場所中，以提高生產力、工作品質以及員工的身心健康。在公司的人力資源部門中，心理學家可以進行員工分配、培訓和未來發展等業務，例如在招聘員工和晉升過程中提供有效的測試方法；除此之外，也常在企業品管、策略規劃、處理組織變革等領域擔任管理顧問。

### 環境心理學家
環境心理學家研究人與環境的交互作用。環境的定義十分廣泛，包括自然環境、社會環境、建成環境、文化環境與資訊環境等，其研究的規模也有大有小，包括本土化與全球化在內。
環境心理學家通常需要與其他領域的專家合作，如社會學、人類學、建築學、設計學等。除了探討環境資源的利用、環境對人的影響外，現代的環境心理學家也關注環境保育與恢復的議題。

### 法庭心理學家
法庭心理學家將心理學理論應用在法律領域中，是刑事司法系統中不可或缺的角色。可能的工作內容包括評估被告接受審判的心理能力、衡量陪審團行為或目擊者證詞等。

### 健康心理學家
健康心理學家研究生物、心理與社會文化因素如何影響生活健康。有一些疾病看似是生理因素引起，但其實與心理因素有關。他們研究患者如何處理疾病、如何提供適當的醫療建議、如何改變不良健康習慣的有效方法，也參與制定促進康的醫療策略。
健康心理學家多在醫院或診所中與其他醫療人員合作，除了針對患者提供醫療建議外，也可以提供醫療人員壓力問題的建議。對於社會群體而言，健康心理學家也能對社會議題進行研究，制定適當的解決計劃，如藥物濫用、缺乏運動和不良飲食等。

### 運動心理學家
運動心理學家透過研究運動員的心理與行為，協助運動員達成其比賽目標。運動員的心理狀況可能影響運動表現，而運動表現也會反過來影響心理。運動心理學家研究的可能方向包括動機、情緒、應對失敗與壓力等。

## 榮譽與獎項
心理學家的數個著名獎項皆由美國心理學會所頒發，包括桑代克獎、國際人道主義獎、心理學傑出科學貢獻獎等，其中最高榮譽為心理學終身成就獎。
諾貝爾獎中並無心理學獎，但仍有數名心理學家獲獎，包括生理醫學獎的巴甫洛夫、蓋歐爾格·馮·貝凱希、康拉德·洛倫茲、羅傑·斯佩里、約翰·奧基夫、邁-布里特·莫澤與愛德華·莫澤；經濟學獎的司馬賀、康納曼；文學獎的特朗斯特羅默等。

## 知名的心理學家

### 早期心理學家
在心理學尚未正式成為一門學科以前，已有許多學者開始從事心理學相關研究，因而在今日也被認為是心理學家，如哲學家亞里斯多德、笛卡兒，生物學家蓋倫、達爾文，或物理學家亥姆霍茲、費區納等人。

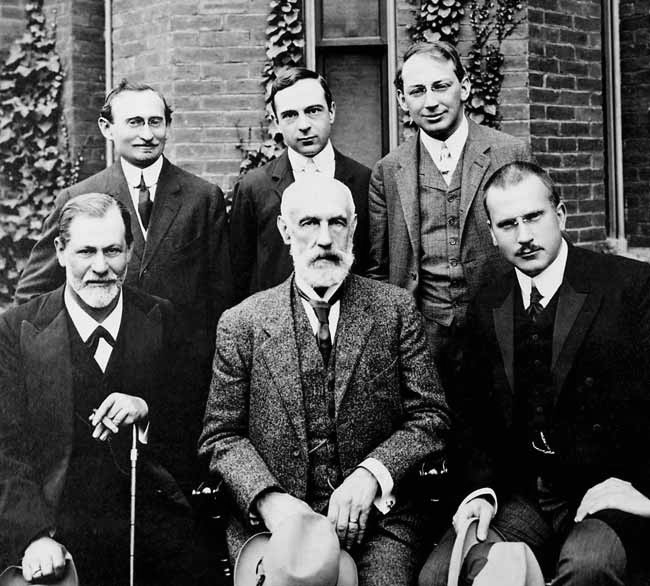
1909年攝於克拉克大學。前排左起：佛洛伊德，霍爾，榮格；後排左起：亚伯拉罕·布里尔, 欧内斯特·琼斯, 桑多尔·费伦齐。

現代心理學起源於1870年代的威廉·馮特，他出版了《生理心理學原理》一書，並於萊比錫大學創辦心理學實驗室，建立了心理學的結構主義學派，心理學也因此成為獨立的學門，展開了實驗與科學方法的研究。馮特的許多學生們也成為了心理學發展早期重要的心理學家，如美國第一位心理學教授卡特爾、發明因素分析的史皮爾曼、鐵欽納、以及美國心理學會的首任主席霍爾等。
20世紀初期，美國心理學家威廉·詹姆士首倡心理學的機能主義學派，著重於尋找意識的結構與成分，而德國的心理學家韋特墨等人也創建了格式塔學派，講求意識的整體論。同時心理學家們也逐漸開展實用取向的研究，如勒溫的社會心理學研究、杜威的教育心理學研究等。
臨床心理學的研究因佛洛伊德創始的精神分析學派而興起，也影響了榮格、阿德勒、艾瑞克森等心理學家。行為主義學派則對心理學的研究方法有不同的見解，認為與其探討與推論心理結構，不如直接觀察外在行為。行為主義學派在約翰·華生的倡導下盛極一時，以巴甫洛夫的古典制約研究與桑代克的效果律等理論為主，並發展出新行為主義的托爾曼、激進行為主義的B·F·史金納等衍生流派。
現今心理學的主流為認知主義學派，如早期的艾賓浩斯記憶研究、皮亞傑的發展心理學研究等，在諾姆·杭士基、烏里克·奈瑟等人的提倡下逐漸取代了行為主義學派的理論，轉而繼續對心理的運作過程進行研究。

### 20世紀傑出心理學家調查
2002年時，普通心理學評論期刊登載了一篇調查，列出了20世紀最知名的100名心理學家。其主要依據包含五個指標：在期刊中被引用的頻率、在心理學課本中被提及的頻率、對美國心理學會會員進行的意見調查、其姓氏是否曾被用以命名某種心理學現象、是否曾獲得獎項或其他榮譽（如曾任美國國家科學院院士、美國心理學會主席等）。此篇調查似乎有公平性問題，顯得更有利於美國籍或英語系國家的心理學家，但仍可提供相當參考。以下列出前十名的心理學家：
| 序號 | 照片 | 姓名                                  | 國籍                  | 出生日期      | 逝世日期      | 學術成就                                         |
| ---- | ---- | ------------------------------------- | --------------------- | ------------- | ------------- | ------------------------------------------------ |
| 1    |      | B·F·史金納 Burrhus Frederic Skinner   | 美国                  | 1904年3月20日 | 1990年8月18日 | 行為主義、操作制約、史金納箱                     |
| 2    |      | 尚·皮亞傑 Jean William Fritz Piaget   | 瑞士                  | 1896年8月9日  | 1980年9月16日 | 發展心理學、認知發展理論                         |
| 3    |      | 西格蒙德·佛洛伊德 Sigmund Freud       | 奥地利帝國 · 奥匈帝国 | 1856年5月6日  | 1939年9月23日 | 精神分析、本我、自我與超我、性心理發展、夢研究   |
| 4    |      | 阿爾波特·班杜拉 Albert Bandura        | 加拿大 · 美国         | 1925年12月4日 | 2021年7月26日 | 社會認知理論、相互決定論、自我效能、波波玩偶實驗 |
| 5    |      | 利昂·費斯廷格 Leon Festinger          | 美国                  | 1919年5月8日  | 1989年2月11日 | 認知失調、社會比較理論                           |
| 6    |      | 卡爾·羅傑斯 Carl Ransom Rogers        | 美国                  | 1902年1月8日  | 1987年2月4日  | 人本主義心理學、個人中心治療、現象學心理學       |
| 7    |      | 史丹利·斯坎特 Stanley Schachter       | 美国                  | 1922年4月15日 | 1997年6月7日  | 兩因素情緒理論、群體動力學、肥胖症研究           |
| 8    |      | 尼爾·米勒 Neal Elgar Miller           | 美国                  | 1909年8月3日  | 2002年3月23日 | 生物反饋、挫折—攻擊假說                          |
| 9    |      | 愛德華·桑代克 Edward Lee Thorndike    | 美国                  | 1874年8月31日 | 1949年8月9日  | 行為主義、聯結論、效果律、行為改變術             |
| 10   |      | 亞伯拉罕·馬斯洛 Abraham Harold Maslow | 美国                  | 1908年4月1日  | 1970年6月8日  | 人本主義心理學、需求層次理論、工具規律           |